# Conning Towers-Nautilus Park
Conning Towers-Nautilus Park é uma Região censo-designada localizada no estado americano de Connecticut, no Condado de New London.

## Demografia
Segundo o censo americano de 2000, a sua população era de 10.241 habitantes.

## Geografia
De acordo com o United States Census Bureau tem uma área de
14,5 km², dos quais 12,9 km² cobertos por terra e 1,6 km² cobertos por água.

## Localidades na vizinhança
O diagrama seguinte representa as localidades num raio de 8 km ao redor de Conning Towers-Nautilus Park.